# Joaquín Torres García
Joaquín Torres García (Montevideo, 28 de julio de 1874-Montevideo, 8 de agosto de 1949) fue un pintor, profesor, escritor, escultor y teórico del arte uruguayo. Es el creador del universalismo constructivo y del Taller Torres García, uno de los principales movimientos artísticos de su país. 

## Biografía
Hijo de María García Pérez y Joaquín Torres Fradera. Su padre era catalán, originario de Mataró y criado en una familia de cordeleros náuticos. Su madre era uruguaya, hija del carpintero José María García, (un colono español de las Islas Canarias) y de Misia Rufina Pérez, una mestiza (o una criolla aristócrata).
Debido a dificultades financieras Joaquín Torres Fradera decidió trasladarse con su familia en 1891 de vuelta a Mataró, Cataluña y luego a Barcelona. Allí, Torres García tomó lecciones de pintura con Josep Vinardell. Su primer óleo lo realizó  en 1891 en Mataró, cuando tenía 17 años. 
Ingresó en la Escuela Oficial de Bellas Artes de Barcelona en 1894 y también asistió a la Academia Baixàs.
En una sala de exposiciones del periódico La Vanguardia pudo exhibir sus obras tres años más tarde, como asimismo participar en una exposición colectiva como socio del Círculo Artístico de San Lucas al que había ingresado poco antes. Barcelona fue un lugar de gran inspiración e influencias. Trabó amistad con importantes pintores y escultores de la época, como Manuel Hugué, Ramón Pichot,  Oleguer y Sebastià Junyent, Joaquim Sunyer, Joan y Juli González, Planella y Pablo Picasso, y también con músicos como Antoni Ribera.
Vinculado al noucentisme catalán, colaboró con varias de las revistas impulsadas por Ramón Casas como Pèl & Ploma, órgano de difusión del modernismo en las artes plásticas, y trabajó para las editoriales Gustavo Gili y Librería y Tipografía Católica, para la que proporcionó las ilustraciones de la traducción castellana de la obra del jesuita J. F. Kieckens, El niño de coro mártir. San Dominguito del Val y su culto (1896), biografía de Dominguito de Val, víctima de uno de los supuestos sacrificios rituales perpetrados por judíos en la Edad Media. En Barcelona colaboró también con Antoni Gaudí en el diseño de los vitrales de la catedral de Palma de Mallorca y de la Sagrada Familia de Barcelona, pero según cuenta el propio Torres García, Gaudí no apreció su trabajo como artista y le aconsejó que se dedicase a la enseñanza.
En este período publicó varios trabajos como dibujante, bajo el seudónimo de Quim Torras, en distintos periódicos: La Vanguardia, Iris, La Saeta y Barcelona cómica.
En 1904 presentó con Iu Pascual una exposición en el Círculo Artístico de Sant Lluc de inspiración católica en el que había ingresado en 1894 dada su afición a la lectura. Ese mismo año comenzó a escribir sobre arte, cosa que haría durante toda su vida, con un artículo en la revista Universitat catalana. 
Por medio del escritor Roberto Payró, recibió en 1910 el encargo, de pintar dos murales, La Agricultura y La Ganadería para el pabellón uruguayo de la Exposición Universal. Expuso en el Fayans Català cincuenta obras.
Los años siguientes fueron dedicados a mostrar sus obras. En 1911 participó en la exposición Internacional de Arte de Barcelona con La Filosofía presentada por Palas en el Parnaso como Décima musa. «Se trata de una escena sobria, contenida, de gran pureza formal por su marcado geometrismo y regularidad, sin el dinamismo ni la expresividad que hemos visto en el simbolismo del que intenta alejarse». y en 1912 expuso pinturas y dibujos en Galerías Dalmau. El texto del catálogo fue de Eugenio D'Ors y la crítica en la publicidad de Romà Jori.
Su primer libro, Notes sobre art, lo publicó en 1913 en catalán.
A través de, entre otros, Eugenio d’Ors había conocido en junio de 1911 a Enric Prat de la Riba, presidente de la Diputación de Barcelona, quien le realizó diversos encargos, el más destacado fue el de los frescos del Salón de Sant Jordi en el Palacio de la Generalidad de Cataluña en los que Torres García trabajó entre 1913 y 1914. Sin embargo, estos frescos recibieron tan fuertes críticas por parte de la prensa de su tiempo que las autoridades catalanas decidieron suspender el encargo hecho a Torres García, ordenando que interrumpiera su obra, y cubrieron finalmente sus murales con otras pinturas.
Tras estos hechos estresantes y desagradables, Torres García abandonó la ciudad de Barcelona y se trasladó a las afueras, a unos 20 kilómetros, a la localidad de Tarrasa, donde construyó una casa que diseñó, decoró él mismo con murales y denominó Mon Repòs («mi descanso»). La vida reposada no duró mucho, puesto que solo cinco años más tarde, totalmente endeudado y en situación financiera crítica se vio obligado a vender la casa. Esa propiedad cambió varias veces de dueño, estuvo por muchos períodos abandonada y en el contexto de una remodelación, el edificio colapsó en 2007, quedando solo la fachada principal. Algunas de las pinturas que adornaban las paredes se salvaron porque habían sido rescatadas catorce años antes por una caja de ahorros local. El ayuntamiento ordenó la reconstrucción según el plano y diseño original en 2014.
Junto al pintor español Rafael Sala expuso en 1917 nuevamente las Galerías Dalmau de Barcelona. Ese mismo año publicó Art Evolució, en Un Enemic del Poble, n.º 8 de noviembre de 1917.
El nacimiento de sus hijos llevó su trabajo creativo por nuevos derroteros. Las figuras simples, geométricas, los colores primarios y un lenguaje infantil y simbólico caracterizaron su obra a partir de entonces. Inspirado por sus hijos, comenzó también a confeccionar juguetes de madera. Se trasladó en 1921 a Nueva York en busca de un entorno más moderno para su nueva propuesta pictórica y artística.  Se estableció allí con una fábrica para los juguetes de su creación Sin embargo, su estancia en Nueva York le proporcionó pocas alegrías y muchos sinsabores. Sin hablar inglés, no pudo integrarse y pese a su admiración por el constante espectáculo que para él eran las calles de Manhattan, su periodo en esa ciudad fue descorazonador. Intentó infructuosamente trabajar en la Sociedad Hispánica de América o dedicarse a la decoración teatral pero sin suerte. Volvió a Europa en 1922 y se estableció primero en Italia, desde donde continuó con su provecto de los juguetes, que confeccionaba y distribuía en distintos lugares del mundo. En 1924 se instaló en Villefranche-sur-Mer, un pueblo de la Costa Azul. Mas el negocio de los juguetes duró muy poco: nuevamente la desgracia se cruzó en sus planes y en 1925 un incendio destruyó completamente su fábrica neoyorquina, de modo que Torres García tuvo que terminar con la compañía. Al año siguiente, se mudó a París, donde comenzó a tener contacto con grandes pintores de la vanguardia modernista. Entre ellos, a Mondrian, quien con sus composiciones de figuras geométricas en colores primarios ejerció una notable influencia en la obra de Torres García. En 1928 conoció a Theo van Doesburg, quien le presentó a los miembros del grupo De Stijl. Poco después, con Piet Mondrian nació el grupo Cercle et Carré.

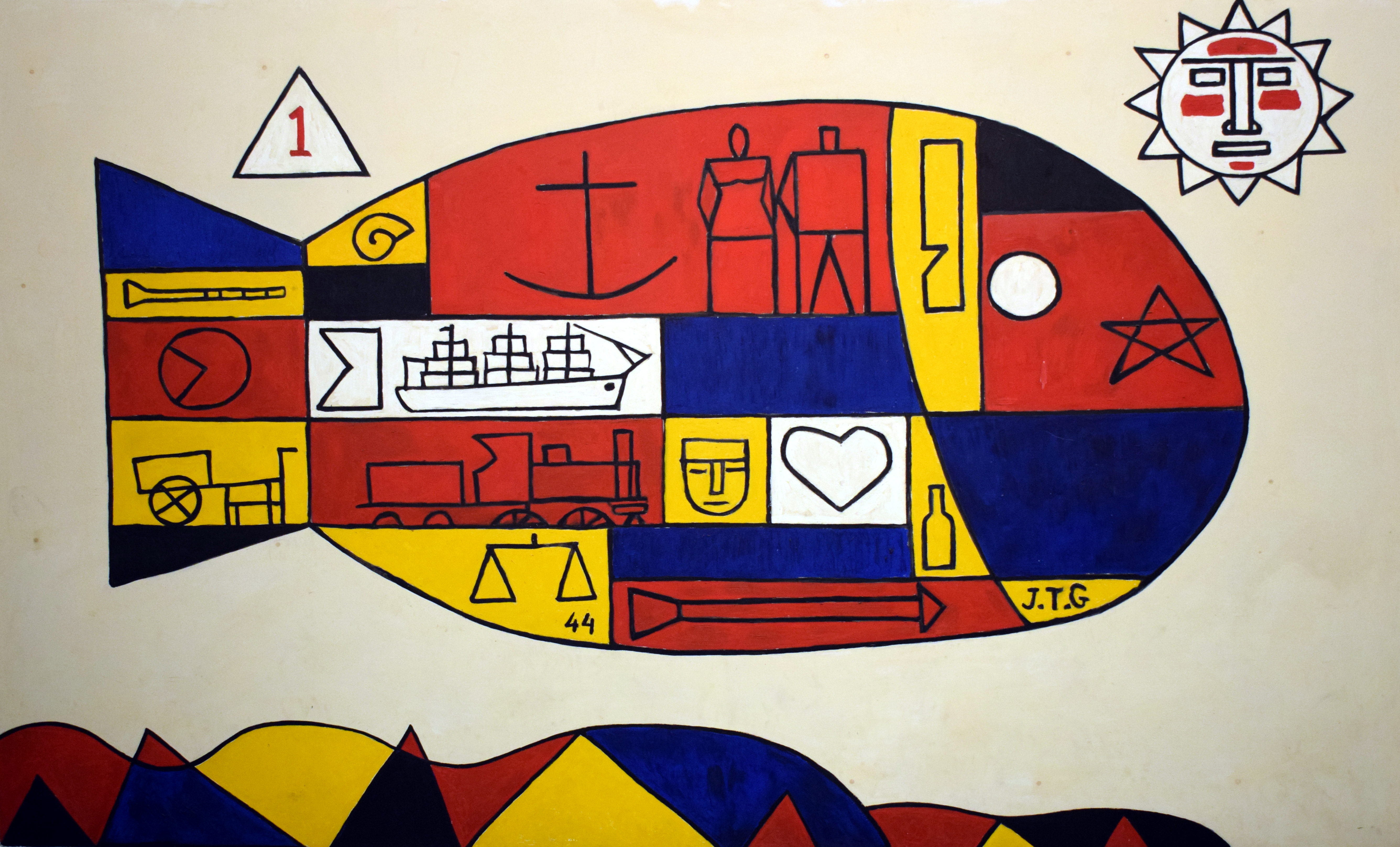
El Pez, 1928, es uno de los 74 cuadros de Torres García que fueron dañados (o desaparecieron totalmente, como este) en 1978 por un incendio en el Museo de Arte Moderno de Río de Janeiro.

En 1929 organizó una gran exposición de Arte Moderno Nacional y Extranjero desde París para Galerías Dalmau en Barcelona. Participaron Hans Arp, Sophie Taeuber-Arp, Theo van Doesburg, Mondrian y Van Rees, entre otros. Esta exposición reunió un numeroso grupo de artistas relacionados con De Stijl.
Volvió a España en 1932, donde se instaló durante solo dos años, tras los cuales regresó a Montevideo, acompañado de su esposa Manolita Piña y de sus 4 hijos, Olimpia, Augusto, Ifigenia y Horacio. A su llegada al puerto de Montevideo fue recibido por una importante comitiva, y de inmediato comenzó una gran actividad con entrevistas, conferencias y exposiciones. 
Poco después del regreso a su ciudad natal fundó la Asociación de Arte Constructivo.
El 24 de mayo de ese año brindó su primera conferencia en el Paraninfo de la Universidad de la República organizada por la institución «Arte y Cultura Popular». Y el 5 de junio inauguró su primera exposición individual realizada en Montevideo, en el local de «Amigos del Arte». Ese mismo año fue nombrado profesor de la Facultad de Arquitectura de la Universidad de la República. 
Editó la revista de la Asociación de Arte Constructivo «Círculo y Cuadrado» la cual es una continuidad de la revista "Cercle et Carré" que publicara anteriormente en París. Una de las versiones del muy conocido dibujo de Torres García que representa el mapa de América del Sur orientado con el sur en la parte superior aparece en 1936 en un número de esa revista.
En 1938 publicó La tradición del hombre abstracto (Doctrina constructivista), un manuscrito ilustrado a mano sobre la tradición universal del arte abstracto y en 1939 Metafísica de la prehistoria Indoamericana donde busca vincular el arte abstracto tradicional precolombino con el arte moderno. Ese mismo año disolvió la Asociación de Arte Constructivo.
Entre finales de 1942 y principios de 1943 se realizaron las primeras reuniones del Taller Torres García. En el taller, Torres dará clases de pintura a jóvenes artistas buscando así renovar la pintura uruguaya. Su idea era enseñar de forma exclusiva una pintura estrictamente planista basada en el plano de color, la línea y la geometría, determinando la unidad de la obra por medio de una estructura realizada con la regla áurea. Tras su muerte, el taller seguirá abierto hasta 1967 a cargo de varios de sus discípulos.
Como recuerda Guido Castillo, escritor y director de Removedor, la revista del Taller, “Torres García les enseñó el oficio del la pintura con el máximo rigor y sin la menor rigidez, para que supieran cumplir con las reglas por un profundo conocimiento de ellas”. 
El Taller dará a artistas de la talla de Julio U. Alpuy, Gonzalo Fonseca, José Gurvich, Alceu Ribeiro, Sergio de Castro, Lily Salvo y los hijos de Torres García, Horacio y Augusto Torres, entre varios otros.
En 1944 se inauguraron los murales de Saint Bois que son pinturas en los muros del pabellón Martirené del Hospital Saint Bois, realizadas junto a sus discípulos del taller. Ganó el Gran Premio de Pintura del VIII Salón Nacional de Bellas Artes con su óleo Paisaje de Menton. Su libro Universalismo constructivo, publicado en 1944, constituye la base para entender su visión del arte.

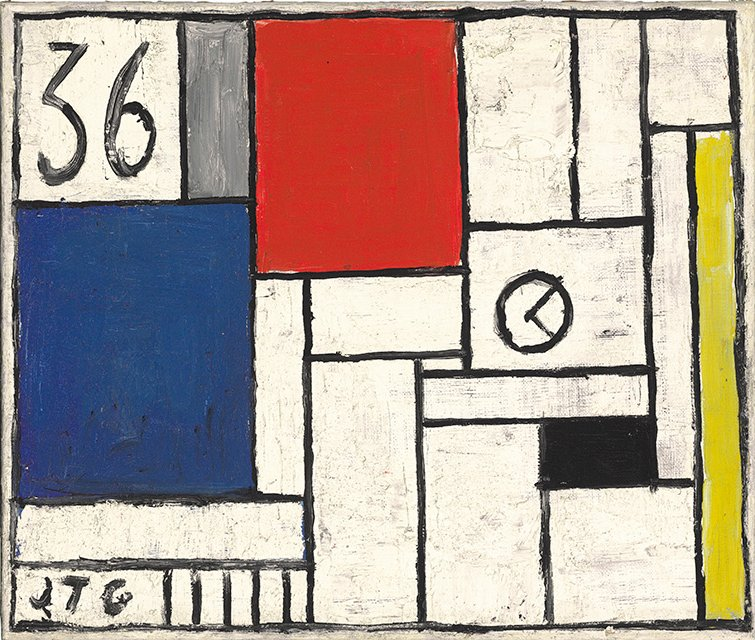
Constructivo con Reloj, 1936, óleo sobre tela, 30.18 x 35.56 cm.

En 1948 se comenzó a construir la casa de Torres García en la calle Caramurú 5612, diseñada por los arquitectos Ramón Menchaca y Ernesto Leborgne. 
Torres García tuvo cuatro hijos: Olimpia (n. 1911), Augusto (n. 1913), Ifigenia (n. 1915), y Horacio (n. 1924).
Falleció en su ciudad natal el 8 de agosto de 1949, a los 75 años.

## Obra

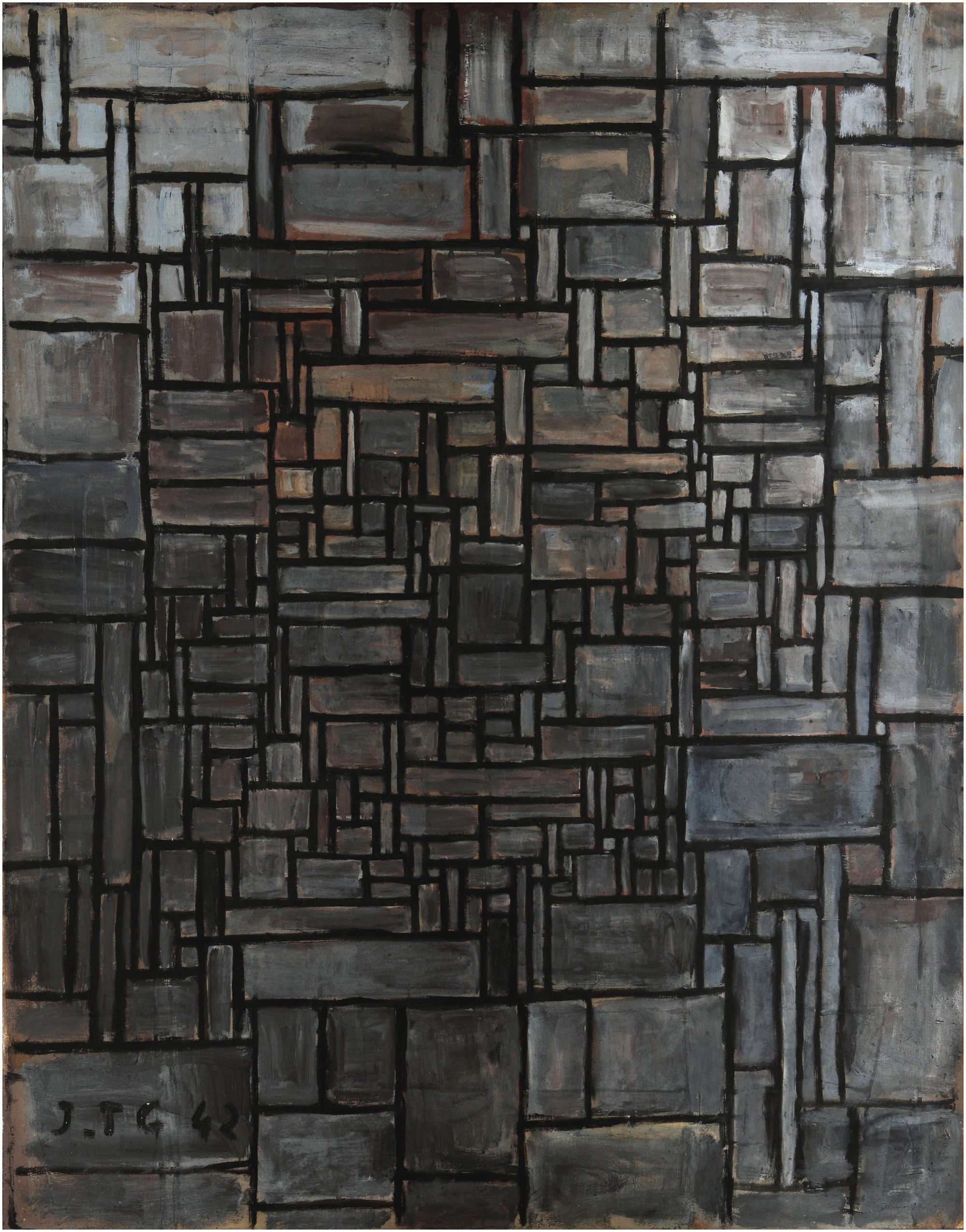
Arte Constructivo, 1943, óleo sobre tela, 98 x 78 cm. Colección del Museo de Bellas Artes de Buenos Aires.

En sus pinturas tempranas se encuentran referencias al mundo antiguo greco-romano, así como a maestros del arte español y renacentistas italianos, las mismas se caracterizan por un ajustado dibujo de gran sobriedad cromática y una particular geometría de corte modernista. A partir de 1928 y de su vinculación con Mondrian y Van Doesburg, promotores del sintético neoplasticismo, comienza a introducir en sus pinturas el entramado ortogonal que continuará desarrollando durante el resto de su vida. 
Torres García consideraba que el arte debe estar al servicio de la razón y de la armonía del orden cósmico y lo plantea en su obra a través de símbolos y signos universales dentro de una estructura construida sobre la proporción áurea o regla de oro.
Su obra admite una lectura formal, plástica y también semántica de índole metafísico. Organiza las formas geométricas sobre una idea mística de la proporción y el orden, en las que incluye numerosos símbolos universales. Expresa el orden del cosmos regido por lo que él llamó la Razón Universal, correspondiente no a una forma de arte sino al "arte absoluto y universal". En sus emblemáticas composiciones pictóricas, así como en su labor docente, sus escritos y conferencias, la promoción de su teoría del Universalismo constructivo como "arte absoluto" y corriente de pensamiento, ocupó un lugar primordial.
Parte de su obra, así como manuscritos y correspondencia se encuentra en el Museo Torres García y en el Archivo Alejandra, Aurelio y Claudio Torres. Sus pinturas integran importantes colecciones de arte latinoamericano como la del MALBA o la Colección Cisneros. También está representado en el MNAV y en numerosos museos de la región y el mundo, en algunos de cuyos sitios web se encuentran reproducciones de sus obras.
Hay varias obras del artista en espacios públicos de Montevideo. Una de ellas es el Monumento Cósmico que está en el jardín del Museo Nacional de Artes Visuales en el Parque Rodó. Los murales que pintó en conjunto con sus alumnos en el hospital Saint Bois comenzaron a deteriorarse, por lo que fueron desmontados y puestos en bastidores. Estas pinturas se enviaron a París en 1975 para participar en una exposición, pero nunca se regresaron por falta de financiamiento para su retorno. En 1978 el Museo de Arte Moderno de Río de Janeiro se ofreció para solventar los costos de envío a cambio de que las obras participaran de la muestra «Geometría sensible», pero el 8 de julio de 1978, se produjo un incendio devastador en el museo, en el que se destruyeron irreparablemente obras de Picasso, Dalí, Kandinsky, Matisse, Van Gogh y los murales Torres García, entre otros.

## Ideas
Una de las principales propuestas de Torres García es la creación de la Escuela del Sur. Un proyecto en el que el artista plantea alterar el mapa conceptual de referencias para la producción de arte moderno desde Latinoamérica. Dicho proyecto es simbolizado por un dibujo de 1943 titulado América invertida, con el sur hacia arriba, indicando el norte.

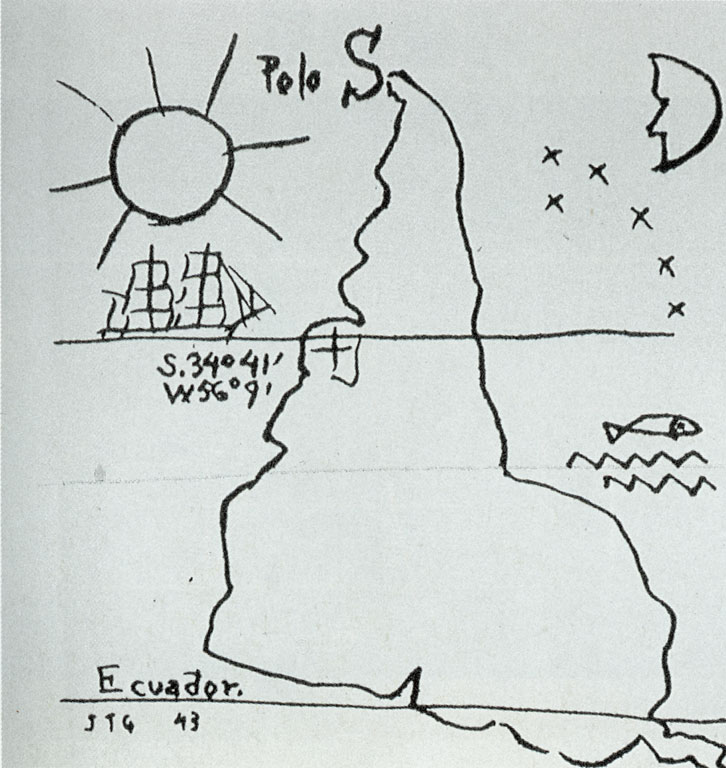
América invertida, dibujo de Joaquín Torres García, 1943, Museo Juan Manuel Blanes, Montevideo.

"He dicho Escuela del Sur, porque en realidad, nuestro norte es el Sur. No debe haber norte, para nosotros, sino por oposición a nuestro Sur. Por eso ahora ponemos el mapa al revés, y entonces ya tenemos justa idea de nuestra posición, y no como quieren en el resto del mundo. La punta de América, desde ahora, prolongándose, señala insistentemente el Sur, nuestro norte."
Con esta idea, Torres García plantea crear una tradición autónoma de arte moderno americano. Es significativo en el contexto de los años 30, al escapar con sus propuestas de las fórmulas indigenista o nacionalista, así como de aquella del arte cosmopolita o universal, que acaparaban las discusiones estéticas del continente. Torres García encuentra un camino medio en el centro de esta discusión repensando el arte prehispánico como el origen de un lenguaje universal vinculado a la abstracción racional moderna. Acá nuevamente encuentra un camino alternativo en la mirada hacia el pasado americano, alejándose de una mirada romántica hacia una Arcadia perdida, o hacia una identificación con lo salvaje e irracional, o como un símbolo de reivindicación nacionalista; pero también alejándose de la mirada de otros artistas modernos de vanguardia como Picasso o Braque que veían el arte "primitivo" como una ruta de escape al acartonado arte académico. Torres García encuentra en el arte prehispánico una traducción de ideas en símbolos, realizada a través de la geometría. Un paradigma racional y universal capaz de sentar las bases para un verdadero arte moderno americano.

## Obra Composición II

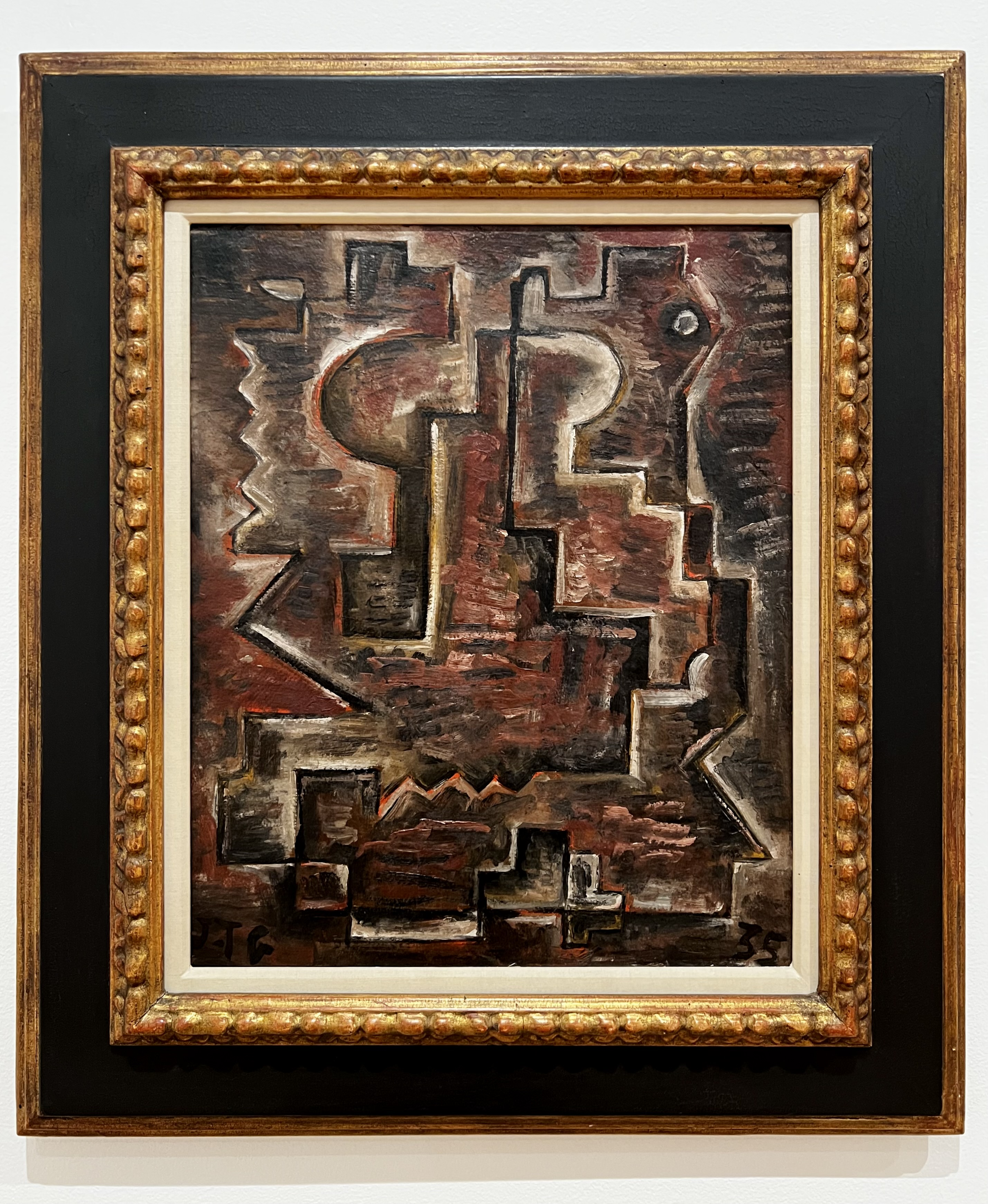
Joaquín Torres García, Composición II, 1935 Óleo sobre cartón. Colección de Arte del Banco de la República - Bogotá, D. C., Colombia

“Composición II” es una obra emblemática del artista uruguayo Joaquín Torres García, una figura central en el desarrollo del modernismo latinoamericano. Conocido por su estilo único que fusiona elementos del constructivismo europeo con la iconografía precolombina, Torres García creó “Composición 2” como parte de su exploración del arte abstracto y simbólico.

### Contexto Histórico y Artístico
Realizada en la década de 1930, “Composición 2” se inscribe en un periodo clave de la carrera de Torres García, cuando el artista regresó a Uruguay tras años de residencia en Europa y Estados Unidos. Durante este tiempo, Torres García desarrolló su “Constructivismo Universal”, una teoría y práctica artística que buscaba una síntesis entre el orden geométrico y la espiritualidad de las culturas indígenas americanas.

#### Descripción de la Obra
“Composición 2” es una pintura que refleja la integración de formas geométricas y signos simbólicos característicos del constructivismo de Torres García. La obra se compone de una estructura cuadriculada en la que cada sección alberga diferentes elementos pictóricos, desde figuras humanas y animales hasta símbolos abstractos. Los colores predominantes, generalmente terrosos y ocres, evocan una conexión con la tierra y las culturas ancestrales.

##### Análisis y Significado
La estructura cuadriculada de “Composición 2” puede interpretarse como una referencia a la idea de orden y equilibrio que subyace en la teoría constructivista del artista. Cada elemento dentro de la cuadrícula no solo tiene un valor estético, sino también simbólico, representando la búsqueda de un lenguaje universal que trascienda las fronteras culturales. Este enfoque refleja la visión de Torres García de un arte que no solo comunica visualmente, sino también espiritualmente, conectando el pasado precolombino con la modernidad.

###### Impacto y Legado
“Composición 2” es un ejemplo destacado de cómo Joaquín Torres García logró una síntesis única entre las vanguardias europeas y las tradiciones americanas. Su enfoque constructivista y su inclusión de símbolos universales influyeron significativamente en el desarrollo del arte moderno en América Latina. La obra no solo es una pieza clave dentro de su propio corpus artístico, sino que también ha sido crucial para la formación de una identidad artística latinoamericana moderna.

###### Conclusión
“Composición 2” de Joaquín Torres García es más que una obra de arte; es una manifestación de su filosofía constructivista y su compromiso con la integración de culturas. A través de su geometría ordenada y sus símbolos universales, Torres García nos invita a reflexionar sobre la conexión entre arte, cultura y espiritualidad, consolidando su legado como uno de los pioneros del arte moderno en América Latina.

### Publicaciones
- Torres García, Joaquín (1913). Notes sobre art. Tallers d'en Rafel Masó, Girona. Encuadernado por Eduard Domènech, Barcelona. p. 140.
- Torres García, Joaquín (1915). Dialegs. Tarrasa: Tipografía Mulleras.
- Torres García, Joaquín (1917). El descubrimiento de sí mismo (Cartas a Julio que tratan de cosas muy importantes para los artistas). Gerona: Tipografía de Maso. p. 214.
- Torres García, Joaquín (1935). Estructura. Montevideo: Ediciones Alfar. p. 164.
- Torres García, Joaquín (1939). Historia de mi vida. Montevideo: Asociación de Arte Constructivo. p. 303.
- Torres García, Joaquín (1939). Metafísica de la prehistoria indoamericana. Montevideo: Asociación de Arte Constructivo. p. 50.
- Torres García, Joaquín (1941). La ciudad sin nombre. Montevideo.
- Torres García, Joaquín (1942). Mi opinión sobre la exposición de artistas norteamericanos. Montevideo: Asociación de Arte Constructivo. p. 50. Transcripción de la conferencia dicatada por Torres García el 5 de septiembre de 1941 en Montevideo.
- Torres García, Joaquín (1944). Universalismo constructivo. Poseidón. p. 1011.
- Torres García, Joaquín (1946). Pintura y arte constructivo. Contribución al Arte de las tres Américas. Montevideo: Asociación de Arte Constructivo. p. 62.
- Torres García, Joaquín (1947). Mística de la pintura. Montevideo: Asociación de Arte Constructivo. p. 46.
- Torres García, Joaquín (1948). Lo aparente y lo concreto en el arte. Montevideo: Asociación de Arte Constructivo.

## Homenajes varios
- En 2019 se inaugura un mural en su honor, obra de José Gallino, como parte de un corredor artístico en las inmediaciones del Palacio Legislativo.[34]

## Bibliografía

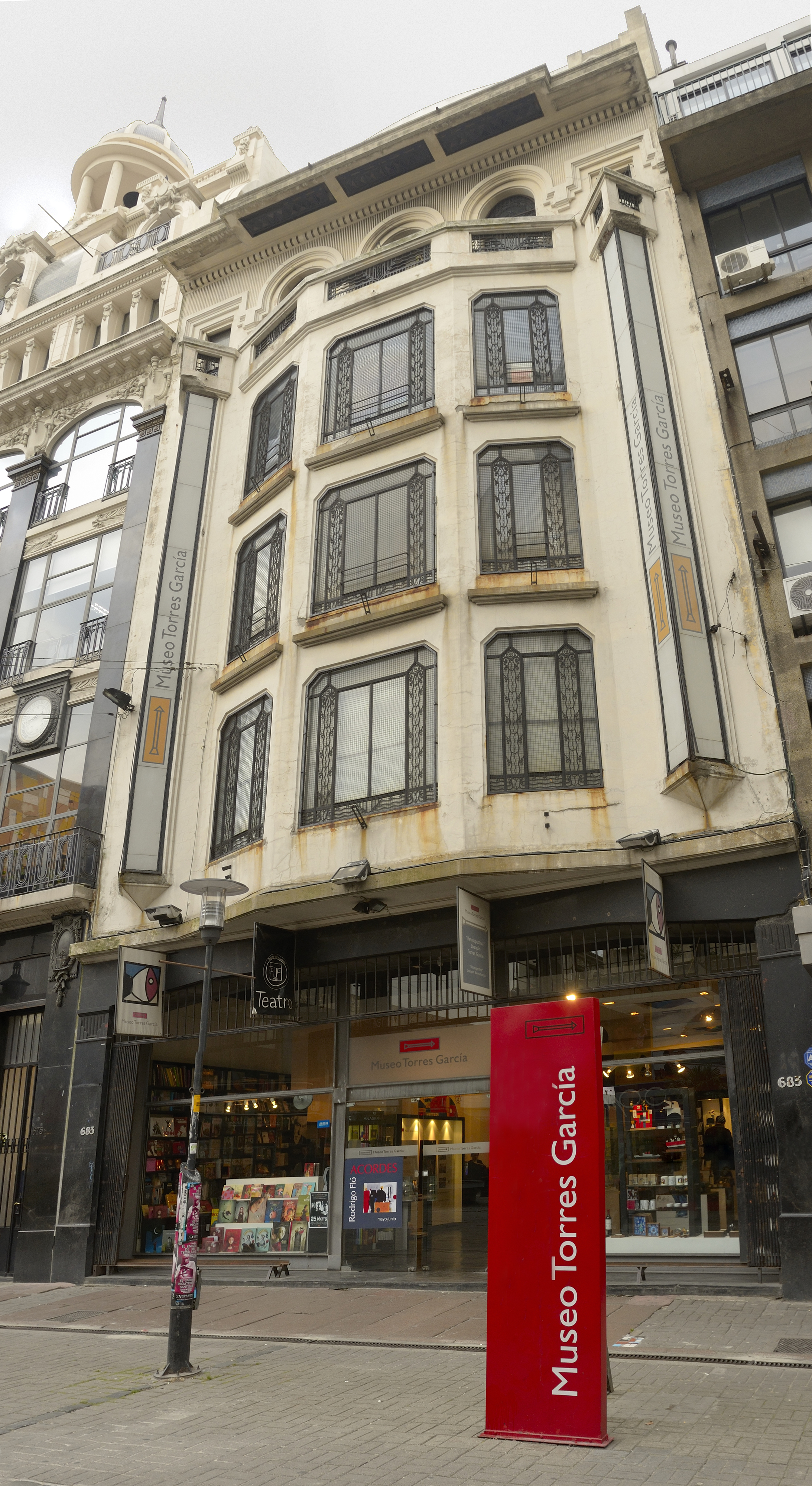
Museo Torres García en Montevideo, Uruguay (14 de julio de 2011).